# Enio Sardelli
Enio Sardelli detto "Fuoco" (Firenze, 13 gennaio 1926 – Firenze, 28 aprile 2008) è stato un partigiano italiano, impegnato specialmente nell'area fiorentina e nella Linea Gotica.

## Biografia
Nel 1943 ad appena 17 anni aderisce al Partito Comunista clandestino e poi con un gruppo di giovani dell'Oltrarno fiorentino prende contatti con i partigiani in montagna: entra così a fare parte della "Banda di Romeo", una delle prime formazioni partigiane costituitesi nelle zone di montagna vicino a Firenze che poi confluirà nella 10ª brigata Caiani della divisione comandata da Aligi Barducci (Potente). Dopo la liberazione di Firenze contribuisce a ricostituire l'Esercito italiano entrando a fare parte del Gruppo di Combattimento "Friuli" e partecipando alla liberazione di Bologna. Dopo la Liberazione d'Italia nel 1945 partecipa alla vita politica e sociale fiorentina nelle file del PCI fondando con altri la Sezione Oltrarno dell'Associazione Nazionale Partigiani d'Italia.
Nel 1980 diventa Presidente della Sezione ANPI Oltrarno, carica che mantiene fino al 2007 quando rendendosi conto di non essere più in grado di assolvere al suo ruolo di presidente come aveva fatto fino a quel momento decide per motivi di salute di passare il testimone della presidenza della Sezione ANPI Oltrarno a Liliana Benvenuti, la partigiana "Angela". Enio Sardelli morirà l'anno dopo, il 28 aprile 2008, all'età di 82 anni.

## Opere
- Enio Sardelli, Angelica e Leo, il Moscero e il Nero, Armuà e... Cerbero : cosa successe nell'estate del 1944, Firenze, ANPI Oltrarno, 2009.
- Enio Sardelli, Cavallo : vita e morte di un ragazzo con tanto ingegno e tanto cuore : ottobre 1931 marzo 1946, Firenze, ANPI Sezione Oltrerno, 2006.